# Vouillé, Vienne

Vouillé este o comună în departamentul Vienne, Franța. În 2009 avea o populație de 3,498 de locuitori.